# انقلاب باراغواي في عام 1989
كان انقلاب باراغواي في عام 1989، المعروف أيضًا باسم لا نوش دي لا كانديلاريا (ليلة الشموع)، انقلابًا وقع في 2-3 فبراير عام 1989 في أسونسيون في باراغواي بقيادة الجنرال أندريس رودريغيز ضد نظام الزعيم القديم ألفريدو سترويسنر. اندلع الانقلاب الدموي الذي شهد مقتل العديد من الجنود في قتال الشوارع بسبب صراع على السلطة في أعلى المستويات الحكومية. أدى استيلاء رودريغيز على الحكم إلى نهاية إل ستروناتو، وهو حكم سترويسنر الذي استمر لمدة أربعة وثلاثين عامًا، وكان في ذلك الوقت الأطول في أمريكا اللاتينية، وأدى إلى مجموعة من الإصلاحات التي ألغت العديد من القوانين الصارمة وأدت إلى تحرير باراغواي.

## الانقلاب
أمر رودريغيز في ليلة 2 فبراير عام 1989 وحدات من فيلق الجيش الأول، بما في ذلك 40 إلى 50 دبابة، بالنزول إلى شوارع أسونسيون. استولت الوحدة، وهي أقوى القوات المسلحة في باراغواي وأكثرها تجهيزًا، على وسط العاصمة. حاولت قوات من الوحدة اعتقال سترويسنر أثناء تناوله العشاء في منزل عشيقته، إلا أن الحراس قاوموا بشدة وسمحوا للرئيس بالهروب إلى مقر فوج المرافقة الرئاسي. اندلعت معركة بين قوات رودريغيز والحرس الرئاسي الذي يتكون من 700 فرد. تعهدت باقي المناطق العسكرية في باراغواي في تلك الأثناء بالولاء للمتمردين.
قصفت وحدات المدفعية والسفن البحرية في ميناء المدينة المقر أثناء المعركة، واستسلمت الحكومة بقيادة سترويسنر بحلول الساعة الخامسة من مساء يوم 3 فبراير. أعلن رودريغيز الاستسلام عبر الراديو، وقال إن سترويسنر محتجز ولم يصب بأذى. بلغ العدد الرسمي للقتلى في الانقلاب 31 قتيلًا، ولكن تقديرات أخرى أشارت إلى أن العدد الفعلي للقتلى تراوح بين 150 و250، وكان غالبيتهم من حراس سترويسنر. أعلنت محطة راديو كاريتاس التابعة للكنيسة الكاثوليكية عن مقتل حوالي 200 شخص أثناء القتال.
احتُجز سترويسنر في البداية في قاعدة فيلق الجيش الأول، ولكنه نُقل جوًا إلى المنفى على متن طائرة من طراز بوينغ 707 التابعة لشركة خطوط باراغواي الجوية إلى برازيليا بالبرازيل في 6 فبراير بعد منحه حق اللجوء. غادر مع ابنه، غوستافو، وزوجة ابنه وعاشوا في منزل على ضفاف بحيرة، كان منزله الصيفي سابقًا، حتى وفاته في عام 2006.

## ما بعد الانقلاب
بدأ الرئيس أندريس رودريغيز حكمه من خلال عكس الإجراءات القمعية التي اتخذها سترويسنر، وإزالة الموالين له من الجيش، وإلغاء عقوبة الإعدام. ألغى أيضًا المجلس التشريعي، ورفع الحظر الشامل المفروض على الأحزاب السياسية، ونظم الانتخابات في مايو عام 1989. انتُخِب رودريغيز للرئاسة في انتخابات عام 1989، وشغل هذه الصفة حتى عام 1993، وهو أول زعيم لباراغواي يغادر منذ عقود في نهاية ولايته الأولى. توفي في عام 1997 بعد صراعه مع مرض السرطان.